# 高邮府
高邮府，元朝时设置的府。
至元二十年（1283年）改高邮路置。治所在高邮县（今江苏省高邮市）。辖境相当今江苏省高邮、兴化、宝应、金湖等市县地。属扬州路。明朝洪武元年（1368年），降为高邮州。 